# Atomstil

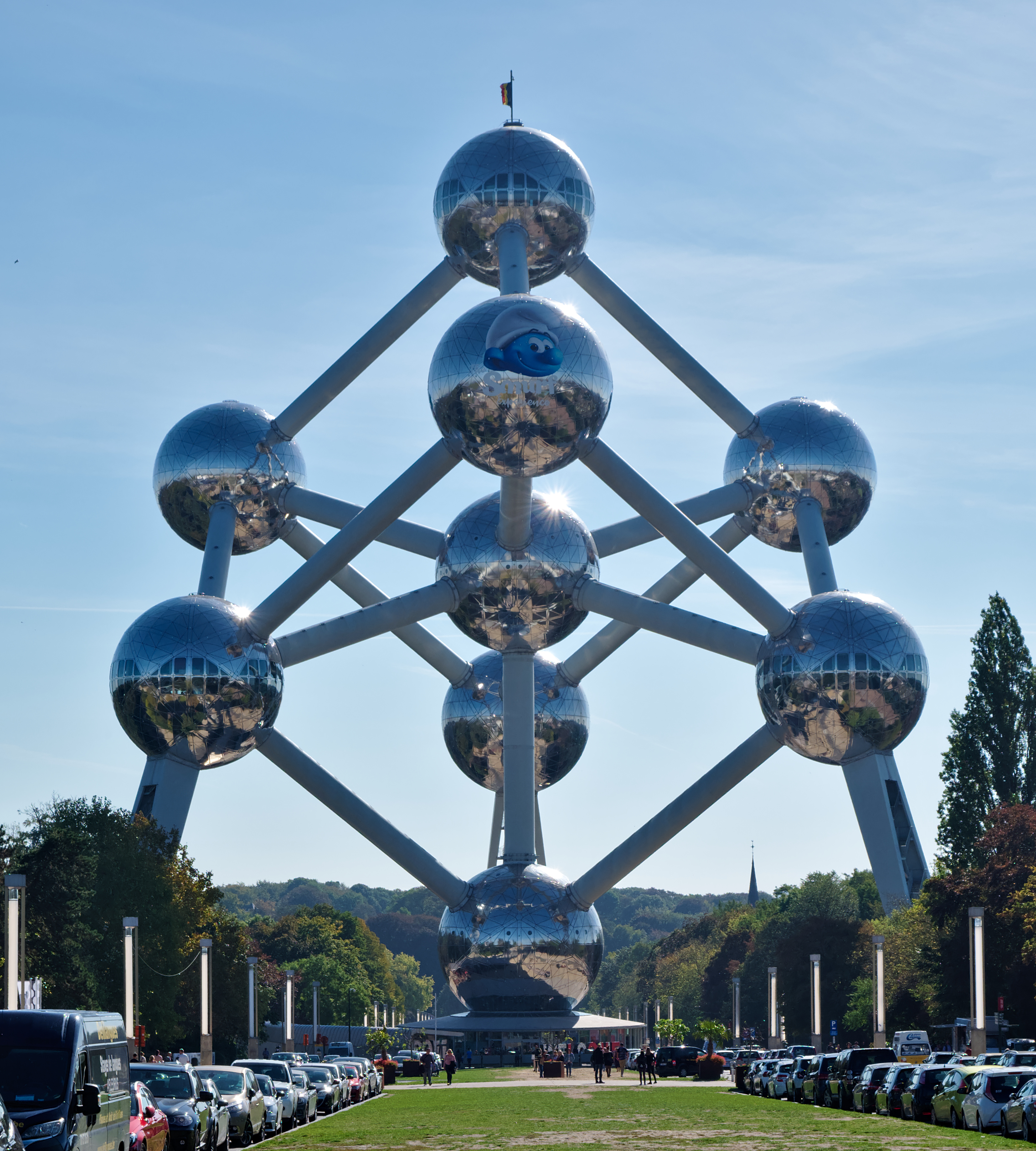
Das Atomium in Brüssel

Atomstil (frz. style atome, nl. Atoomstijl) ist eine Kunststil, der im Comic und der Illustration Verwendung findet. Der Begriff wurde Ende der 1970er Jahre von Joost Swarte eingeführt und wurde nach dem 1957/1958 errichteten Atomium in Brüssel benannt.
Merkmale des Stils sind der Bezug zum klassischen frankobelgischen Comic der Ligne claire und der École Marcinelle mit Stilanleihen an den Modernismus der 1950er Jahre. Atomstil-Illustrationen haben eine starke Design-Affinität und stellen Architektur, Kleidung, Fahrzeuge und Interieur bewusst zur Schau. Merkmale sind auffällige Farbverwendung und -kontraste, teilweise ironische Stilisierung und der spielerische Umgang damit bis hin zur Lächerlichkeit.

## Künstler und Comicserien (Auswahl)
Yves Chaland (Freddy Lombard), Joost Swarte, Daniel Torres (Opium, Rocco Vargas), Ever Meulen, Serge Clerc, Ted Benoît (Ray Banana), Rian Hugues